# الدر اسکورولز ۵: اسکایریم
الدر اسکورولز ۵: اسکایریم (به انگلیسی: The Elder Scrolls V: Skyrim) یک بازی ویدئویی جهان باز به سبک نقش‌آفرینی اکشن است که توسط بتزدا گیم استودیوز توسعه یافته و شرکت بتزدا سافت‌ورکز در ۱۱ نوامبر ۲۰۱۱ (به اختصار ۱۱.۱۱.۱۱)، آن را برای پلتفرم‌های مایکروسافت ویندوز، پلی‌استیشن ۳، و ایکس‌باکس ۳۶۰ منتشر کرده است. اسکایریم پنجمین قسمت در مجموعه بازی‌های الدر اسکورولز و پس از نسخه الدر اسکورولز ۴: آبلیویئن به‌شمار می‌رود. این بازی توانست بهترین بازی سال از طرف بسیاری از سایت‌ها مانند گیم‌اسپات شود. وقایع اسکایریم دویست سال بعد از آبلیویئن و در دنیایی ساختگی به نام اسکایریم رخ می‌دهد.
اسکایریم یک موفقیت تجاری بود و با واکنش‌های مثبتی از سوی منتقدین همراه بود و توانست در ۴۸ ساعت اولیه انتشار، ۳.۵ میلیون نسخه به فروش برساند. همچنین در هفته اول ۷ میلیون نسخه روانه بازار نمود که نصف این مقدار در دو روز اول به فروش رسید. نسخه‌ای بهبود یافته از این بازی تحت عنوان  الدر اسکورولز ۵: اسکایریم - نسخه ویژه در اکتبر ۲۰۱۶ برای کنسول‌های پلی‌استیشن ۴ و ایکس‌باکس وان در دسترس قرار گرفت. این نسخه شامل سه بسته محتوای قابل دانلود و گرافیک بهبود یافته است. نسخه‌هایی دیگر نیز در نوامبر ۲۰۱۷، برای نینتندو سوئیچ و پلی‌استیشن وی‌آر و نسخهٔ واقعیت مجازی در آوریل ۲۰۱۸ برای مایکروسافت ویندوز منتشر شد. همچنین به مناسبت ۱۰ سالگی، این بازی برای نسل نهم یعنی ایکس‌باکس سری اکس/اس و پلی‌استیشن ۵ در ۱۱ نوامبر ۲۰۲۱ انتشار شد. دنباله‌ای تحت عنوان الدر اسکورولز ۶ در حال حاضر در دست توسعه است.

## روند بازی
الدر اسکورولز ۵: اسکایریم یک بازی ویدئویی در سبک نقش‌آفرینی اکشن است. شخصیت اصلی بازی قادر است در محیطی جهان باز در سرزمین اسکایریم مبتنی بر اسکاندیناوی متشکل از گستره‌های بیابانی، سیاهچال‌ها، غارها، روستاها، قلعه‌ها و دهکده‌ها آزادانه به کاوش بپردازد. همچنین زاویه دید بازی در حالت اول شخص و سوم شخص متغیر است. شخصیت بازی همچنین می‌تواند با استفاده از اسب سریع‌تر در محیط به گردش بپردازد.
در ابتدای بازی، بازیکنان جنسیت و نژاد شخصیت خود را انتخاب می‌کنند و برای سفارشی‌سازی بعدی ۱۰ انتخاب شامل نژادهای انسان‌ها و نژادهای فانتزی مانند اِلف‌ها و اورک‌ها وجود دارد. سپس بازیکن ظاهر شخصیت خود را انتخاب می‌کند. با این حال، تغییر ظاهر لزوما دائمی نیست، زیرا یک مکانیک درون بازی اجازه می‌دهد تا بعداً دوباره ظاهر دستخوش تغییر گردد.

## داستان
داستان اصلی بازی حول محور شخصیتی به نام اژدهازاده (Dragon Born) است، که پس از نجات اتفاقی از اعدام توسط آلدوئین (Alduin: اژدهایی با قدرت افسانه‌ای که طبق پیشگویی بر این است که جهان را نابود سازد) متوجه می‌شود که سرنوشت او این است که آلدوئین را که قصد نابودی جهان را دارد از بین ببرد؛ کاری که تنها توسط او قابل انجام است.
از طرف دیگر اسکایریم درگیر جنگ داخلی بین جدایی طلبان انقلابی مشهور به استورم کلوک‌ها که نام خود را از آلفرِک استورم کلوک رهبر شورشیان گرفته و امپریال‌ها که تحت فرماندهی امپریال‌های سیرودیل سال‌ها بر اسکایریم حکمرانی کرده‌اند است و اکنون با شروع جنگ در اسکایریم ژنرال تالیوس از مرکز فرماندهی در سیرودیل مامور گشته که صلح و آرامش را به‌وسیله سرکوب شورشیان به اسکایریم برگرداند.

## نژادها
در بازی اسکایریم ۱۰ نژاد مختف از موجودات با مهارت‌های گوناگون وجود دارند که بازیکن می‌تواند در آغاز بازی یکی از آن‌ها را انتخاب کند.نژادها را به سه دسته کلی انسان‌ها، اِلف‌ها و حیوان سانان تقسیم کرد:
انسان‌ها:
Nord,RedGuard,Breton,Imperial
اِلف‌ها:
Orsimer,Bosmer,Dunmer,Altmer
حیوان سانان (beastfolk):
Khajiit,Argonian